# Lars Tönsfeuerborn

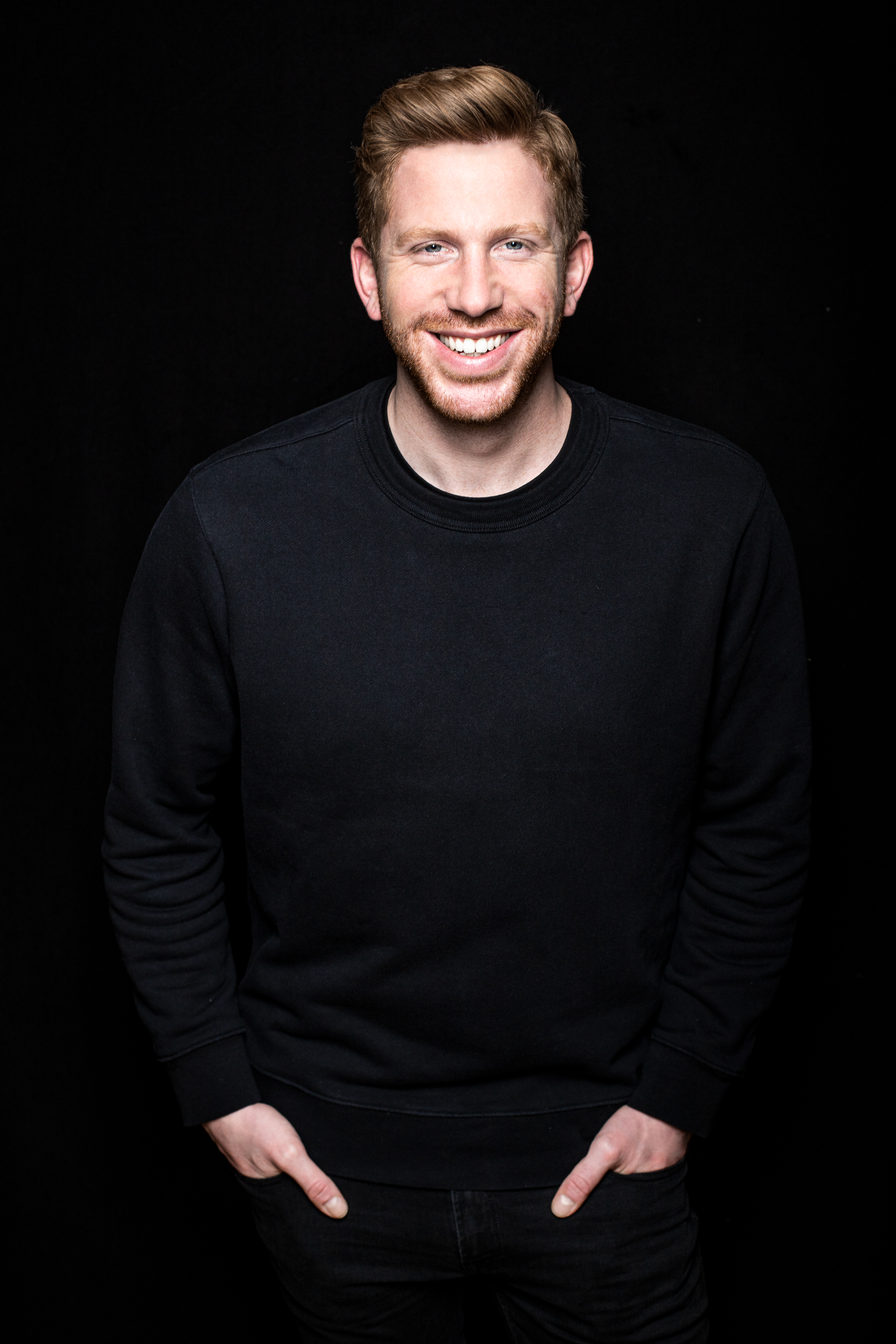
Portrait von Lars Tönsfeuerborn

Lars Tönsfeuerborn (* 24. Mai 1990 in Warendorf) ist ein deutscher Podcaster mit schwanz & ehrlich. Er gewann 2019 die erste Staffel Prince Charming als Auserwählter von Nicolas Puschmann.

## Leben
Tönsfeuerborn wurde 1990 in Warendorf als Sohn des damaligen Ersten Hauptsattelmeisters des Nordrhein-Westfälischen Landgestüts Klaus Tönsfeuerborn geboren. Mit 17 Jahren wurde ihm bewusst, dass er schwul ist. Er wohnt in Düsseldorf und arbeitete bis zur Selbstständigkeit dort als Inneneinrichter.
Von 2018 bis 2021 betrieb er mit Mirko Plengemeyer und Michael Overdick den Podcast schwanz & ehrlich über schwulen Sex. Im August 2019 entstand daraus die Firma PTO Media, deren Geschäftsführung aus Lars Tönsfeuerborn und Luke Holmer besteht. Diese ist eine Agentur für Talent- und Influencer Management, Produktion, Events und die Diversity-Beratung von Unternehmen, die sich auf die LGBT-Szene spezialisiert. Im Januar 2020 starteten sie mit dem Hashtag #DudenIstSchwul (in Anlehnung an die Promotion von Prince Charming) erfolgreich eine Kampagne, damit im Duden der Eintrag des Wortes „schwul“ wegen einer diskriminierenden Definition überarbeitet wird. Im März 2020 war eine Live-Tour des Podcasts geplant, die aufgrund der COVID-19-Pandemie abgesagt werden musste. Der Podcast schwanz & ehrlich endete im Sommer 2021. Der Nachfolge-Podcast Kronjuwelen wird mit Mirko Plengemeyer und Michael Overdick exklusiv für die Podcast-Plattform Podimo produziert.
Von Oktober bis Dezember 2019 war er auf RTL+ als Kandidat in der ersten Staffel der Gay-Datingshow Prince Charming zu sehen, in deren Finale der Prince Nicolas Puschmann ihn als Sieger auswählte. Von Anfang März 2020 bis Dezember 2020 lebten die beiden zusammen in einer gemeinsamen Wohnung. Im Anschluss an die Ausstrahlung von Prince Charming auf VOX starteten die beiden am 9. Juni den gemeinsamen Podcast Ausdauersport Liebe, in dem sie pro Folge eine der von Arthur Aron entwickelten 36 Fragen der Liebe besprechen. Im November 2020 gaben sie ihre zwischenzeitliche Trennung bekannt. Ihr letzter Auftritt als Paar erfolgt im Dezember 2020 vor Weihnachten in einer vor ihrer Trennung aufgezeichneten Folge von Das perfekte Dinner. Ende Januar 2021 bestätigten Puschmann und Tönsfeuerborn, dass sie wieder ein Paar seien, ihre Beziehung zukünftig jedoch weitgehend aus der Öffentlichkeit heraushalten möchten. Im September 2021 folgte die erneute Trennung.
Im Januar 2021 nahm er an Ich bin ein Star – Die große Dschungelshow teil, einer Spezialstaffel von Ich bin ein Star – Holt mich hier raus!, wo er im Finale als Viertplatzierter ausschied.
Seit September 2022 wird schwanz & ehrlich fortgesetzt.

## Podcasts
- seit 2018: schwanz & ehrlich mit Mirko Plengemeyer und Michael Overdick
- 2020: Ausdauersport Liebe mit Nicolas Puschmann
- seit 2021: Knall & Tüte mit Jochen Schropp
- 2021: Gast in der ersten Folge des Podcasts Raus aus der Depression (Moderation: Harald Schmidt) von NDR Info.[18]
- 2021–2022: Kronjuwelen mit Mirko Plengemeyer und Michael Overdick (exklusiv für Podimo)
- seit März 2023: Niemand muss ein Promi sein mit Elena Gruschka

## Fernsehauftritte
- 2019: Prince Charming (Gewinner)
- 2020: Das perfekte Dinner (Pärchen-Spezial mit Nicolas Puschmann)
- 2021: Ich bin ein Star – Die große Dschungelshow (Finalist)
- 2022: Ich bin ein Star – Die Stunde danach
- 2022: Ohjaaa! Der Sextalk (WDR)[19]
- 2023: RTL Turmspringen (mit Irina Schlauch)
- 2023: Promi Big Brother – Die Late Night Show

## Unternehmen
- seit 2019: PTO Media (Agentur)[20]